# Ségolène Malleret
Ségolène Malleret, née le 18 octobre 1921 à Metz et décédée le 15 mars 1987 dans le 15e arrondissement de Paris, est une résistante et femme politique française.

## Biographie

### Famille
Ségolène Malleret est la fille de François Manceron, qui fut préfet de Moselle, résident général en Tunisie puis ambassadeur au Danemark.

### Formation
Ségolène Malleret a une licence en droit et en philosophie.

### Résistante
Ségolène Malleret rejoint la résistance intérieure en 1941 en tant que secrétaire permanente du mouvement Libération à Lyon et de secrétaire de Pierre Hervé, chef de région des Mouvements unis de Résistance pour la région lyonnaise. Il est remplacé par Alfred Malleret.

### Carrière politique
Ségolène Malleret adhère au parti communiste français en 1943 et prend part à la commission de l’enfance du PCF.
Elle rejoint le cabinet de Maurice Thorez comme cheffe de son secrétariat particulier à la libération de la France.
Elle est membre du comité directeur de l'Union des Femmes Françaises (UFF), de 1948 à 1955.
En 1949, en tant que secrétaire de l'UFF, elle fait partie d'une délégation, incluant Henri Martel, qui part à Moscou pour donner à Staline les cadeaux du peuple de France.
En 1952, elle prend part au défilé populaire du 14 juillet aux côtés de Lucie Aubrac, Alain Le Leap, Gustave Monod, Gilles Martinet.
Elle est élue conseillère municipale communiste d’Arcueil le 8 mars 1959, le 14 mars 1965, en 1971 et en 1977. 
Elle est aussi membre de la Fédération de l'Éducation nationale (FEN).

### Vie privée
Ségolène Malleret et Alfred Malleret se marient le 3 février 1945 à Bourg-la-Reine et ont trois enfants.

## Décoration
- Médaille de la Résistance française avec rosette (décret du 24 avril 1946)[1],[9]